# Tromsø Idrettslag 2020
Questa voce raccoglie le informazioni riguardanti il Tromsø Idrettslag nelle competizioni ufficiali della stagione 2020.

## Stagione
A seguito della retrocessione arrivata nel campionato precedente, il Tromsø si è ritrovato in 1. divisjon. Il 19 maggio, Gaute Helstrup è stato nominato nuovo allenatore della squadra.
A causa della pandemia di COVID-19, il 12 marzo 2020 è stato reso noto che la Norges Fotballforbund aveva inizialmente rinviato l'inizio dell'attività calcistica al 15 aprile. A seguito della decisione del ministero della cultura di vietare la ripresa delle attività fino al 15 giugno, i calendari del campionato sono stati ancora rimodulati. Il 19 maggio, il ministro della cultura Abid Raja ha confermato che la 1. divisjon sarebbe ricominciata la prima settimana di luglio. Il 12 giugno, Raja ha reso noto che sarebbe stata permessa una capienza massima di 200 spettatori. Dal 30 settembre, la capienza è stata aumentata a 600 spettatori, negli impianti dove potesse essere garantita la distanza interpersonale.
Il 10 settembre 2020, la Norges Fotballforbund – dopo diversi rinvii – ha dovuto annullare l'edizione stagionale del Norgesmesterskapet, a causa dell'impossibilità di disputare tutte le partite previste a causa della condensazione del calendario del campionato. Anche il calciomercato è stato organizzato quindi diversamente, con una sessione estiva e una autunnale.
Il Tromsø si è aggiudicato la vittoria finale in campionato e la conseguente promozione. Jacob Karlstrøm è stato il calciatore più utilizzato in stagione con 29 presenze, mentre Kent-Are Antonsen ed Eric Kitolano sono stati i migliori marcatore con 11 reti ciascuno.

## Maglie e sponsor
Lo sponsor tecnico per la stagione 2020 è stato Select, mentre lo sponsor ufficiale è stato SpareBank 1. La divisa casalinga era composta da una maglietta a strisce rosse e bianche, con pantaloncini e calzettoni bianchi. Quella da trasferta era invece composta da un completo nero con dettagli oro. 
| Casa | Trasferta |

## Rosa
| N. |                     | Ruolo | Calciatore              |
| -- | ------------------- | ----- | ----------------------- |
| 1  | Norvegia (bandiera) | P     | Jacob Karlstrøm         |
| 2  | Islanda (bandiera)  | D     | Adam Örn Arnarson       |
| 3  | Norvegia (bandiera) | D     | Jesper Robertsen        |
| 4  | Norvegia (bandiera) | D     | Jostein Gundersen       |
| 5  | Norvegia (bandiera) | D     | Anders Jenssen          |
| 6  | Norvegia (bandiera) | C     | Lars-Gunnar Johnsen     |
| 7  | Norvegia (bandiera) | A     | Fitim Azemi             |
| 8  | Norvegia (bandiera) | C     | Kent-Are Antonsen       |
| 9  | Norvegia (bandiera) | A     | Runar Espejord          |
| 10 | Norvegia (bandiera) | A     | Mikael Ingebrigtsen     |
| 11 | Norvegia (bandiera) | C     | Ruben Yttergård Jenssen |
| 12 | Norvegia (bandiera) | P     | Erlend Jacobsen         |
| 14 | Norvegia (bandiera) | A     | August Mikkelsen        |
| 15 | Norvegia (bandiera) | C     | Magnus Andersen         |
| 16 | Norvegia (bandiera) | C     | Sigurd Grønli           |
| 17 | Norvegia (bandiera) | C     | Daniel Berntsen         |

| N. |                     | Ruolo | Calciatore                |
| -- | ------------------- | ----- | ------------------------- |
| 18 | Norvegia (bandiera) | C     | Sakarias Opsahl           |
| 19 | Somalia (bandiera)  | A     | Mohammed Ahamed           |
| 20 | Norvegia (bandiera) | A     | Brage Berg Pedersen       |
| 21 | Norvegia (bandiera) | C     | Eric Kitolano             |
| 22 | Norvegia (bandiera) | D     | Simen Wangberg            |
| 23 | Norvegia (bandiera) | C     | Runar Norheim             |
| 23 | Norvegia (bandiera) | A     | Isak Hansen-Aarøen        |
| 24 | Norvegia (bandiera) | A     | Tobias Hafstad            |
| 25 | Norvegia (bandiera) | C     | Lasse Nilsen              |
| 26 | Norvegia (bandiera) | D     | Steffen Skogvang Pedersen |
| 29 | Norvegia (bandiera) | D     | Erlend Sivertsen          |
| 32 | Norvegia (bandiera) | P     | Mats Trige                |
| 38 | Norvegia (bandiera) | D     | Isak Vik                  |
| 39 | Norvegia (bandiera) | D     | Lars Sætra                |
| 41 | Norvegia (bandiera) | C     | Gustav Severinsen         |
| 42 | Norvegia (bandiera) | D     | Runar Johansen            |

## Calciomercato

### Sessione invernale(dal 09/01 al 01/04)
| Arrivi           | Arrivi                  | Arrivi        | Arrivi        |
| R.               | Nome                    | da            | Modalità      |
| ---------------- | ----------------------- | ------------- | ------------- |
| D                | Adam Örn Arnarson       | Górnik Zabrze | definitivo    |
| D                | Lars Sætra              |               | svincolato    |
| C                | Eric Kitolano           |               | svincolato    |
| C                | Sakarias Opsahl         | Vålerenga     | prestito      |
| C                | Ruben Yttergård Jenssen | Brann         | definitivo    |
| A                | Brage Berg Pedersen     | Alta          | fine prestito |
| Altre operazioni |                         |               |               |
| R.               | Nome                    | da            | Modalità      |
| C                | Gustav Severinsen       | Alta          | fine prestito |

| Partenze | Partenze                 | Partenze   | Partenze   |
| R.       | Nome                     | a          | Modalità   |
| -------- | ------------------------ | ---------- | ---------- |
| P        | Gudmund Kongshavn        |            | svincolato |
| D        | Marcus Holmgren Pedersen | Molde      | definitivo |
| D        | Juha Pirinen             |            | svincolato |
| C        | Morten Gamst Pedersen    |            | svincolato |
| C        | Gustav Severinsen        | Florø      | prestito   |
| C        | Robert Taylor            | Brann      | definitivo |
| C        | Onni Valakari            | Pafos      | definitivo |
| A        | Runar Espejord           | Heerenveen | definitivo |

### Sessione estiva(dal 10/06 al 30/06)
| Arrivi | Arrivi          | Arrivi | Arrivi     |
| R.     | Nome            | da     | Modalità   |
| ------ | --------------- | ------ | ---------- |
| A      | Mohammed Ahamed |        | svincolato |
| A      | Fitim Azemi     | Stabæk | prestito   |

| Partenze | Partenze       | Partenze | Partenze |
| R.       | Nome           | a        | Modalità |
| -------- | -------------- | -------- | -------- |
| D        | Runar Johansen | Fløya    | prestito |

### Tra la sessione estiva e la sessione autunnale
| Arrivi | Arrivi              | Arrivi | Arrivi        |
| R.     | Nome                | da     | Modalità      |
| ------ | ------------------- | ------ | ------------- |
| A      | Brage Berg Pedersen | Alta   | fine prestito |

| Partenze | Partenze            | Partenze | Partenze |
| R.       | Nome                | a        | Modalità |
| -------- | ------------------- | -------- | -------- |
| C        | Sigurd Grønli       | Grorud   | prestito |
| A        | Brage Berg Pedersen | Alta     | prestito |

### Sessione autunnale(dall'08/09 al 05/10)
| Arrivi | Arrivi                    | Arrivi          | Arrivi        |
| R.     | Nome                      | da              | Modalità      |
| ------ | ------------------------- | --------------- | ------------- |
| D      | Runar Johansen            | Fløya           | fine prestito |
| D      | Erlend Sivertsen          | Kristiansund BK | prestito      |
| D      | Steffen Skogvang Pedersen | HamKam          | definitivo    |
| C      | Lars-Gunnar Johnsen       | HamKam          | definitivo    |
| C      | Gustav Severinsen         | Florø           | fine prestito |
| A      | Runar Espejord            | Heerenveen      | prestito      |
| A      | Sigurd Grønli             | Grorud          | fine prestito |

| Partenze | Partenze            | Partenze       | Partenze   |
| R.       | Nome                | a              | Modalità   |
| -------- | ------------------- | -------------- | ---------- |
| A        | Brage Berg Pedersen | Øygarden       | prestito   |
| A        | Isak Hansen-Aarøen  | Manchester Utd | definitivo |

## Risultati

### 1. divisjon

#### Girone di andata
| Arbitro: | Koløy |

|            |           |  |
| Nilsen 29’ | Marcatori |  |

| Arbitro: | H. Røvig Sletner |

|  |           |                        |
|  | Marcatori | 31’ Azemi 35’ Arnarson |

| Arbitro: | Ekeli Valen |

|              |           |  |
| Kitolano 64’ | Marcatori |  |

| Arbitro: | Moen |

|           |           |                          |
| Tønne 63’ | Marcatori | 6’ Antonsen 48’ Kitolano |

| Arbitro: | Bodding |

|              |           |  |
| Antonsen 28’ | Marcatori |  |

| Arbitro: | Medic |

|                                                                       |           |                         |
| Olufsen 1’ (aut.) Yttergård Jenssen 47’ Andersen 65’ Ingebrigtsen 79’ | Marcatori | 25’, 31’ (rig.) Lillebo |

| Arbitro: | Tennøy |

|  |           |            |
|  | Marcatori | 89’ Opsahl |

| Arbitro: | H. Røvig Sletner |

|                                                       |           |  |
| Andersen 27’ Kitolano 33’ Berntsen 49’ Sætra 80’, 86’ | Marcatori |  |

| Arbitro: | Huru Kellerhals |

|                                  |           |  |
| Aga 64’ Lankoh-Dahlby 90’ (rig.) | Marcatori |  |

| Arbitro: | Hauge |

|            |           |  |
| Larsen 19’ | Marcatori |  |

| Arbitro: | Higraff |

|                               |           |                          |
| Antonsen 15’ (rig.) Azemi 86’ | Marcatori | 76’ Brændsrød 80’ Blårud |

| Arbitro: | H. Røvig Sletner |

|  |           |                      |
|  | Marcatori | 45’ Azemi 82’ Opsahl |

| Arbitro: | Tennøy |

|                           |           |                 |
| Antonsen 33’ Kitolano 35’ | Marcatori | 82’ Kristiansen |

| Arbitro: | H. Røvig Sletner |

|             |           |            |
| Sanyang 10’ | Marcatori | 53’ Opsahl |

| Arbitro: | Hagen (Grue) |

|  |           |              |
|  | Marcatori | 15’ Kallevåg |

#### Girone di ritorno
| Arbitro: | Moen |

|  |           |                                     |
|  | Marcatori | 15’ Kitolano 49’ Azemi 53’ Berntsen |

| Arbitro: | H. Røvig Sletner |

|                                            |           |                 |
| Ingebrigtsen 13’ Kitolano 28’ Antonsen 33’ | Marcatori | 34’ Buly Drameh |

| Arbitro: | Medic |

|  |           |                                                                               |
|  | Marcatori | 19’, 79’, 89’ Ingebrigtsen 29’ Antonsen 31’, 34’ Espejord 55’ (rig.) Kitolano |

| Arbitro: | S. Røvig Sletner |

|                                                      |           |                                                |
| Espejord 21’, 46’ Ingebrigtsen 42’ Kitolano 44’, 45’ | Marcatori | 16’ Udahl 55’ Larsen 67’ Valsvik 90’ Lorentzen |

| Arbitro: | Lien |

|          |           |           |
| Ogbu 82’ | Marcatori | 31’ Azemi |

| Arbitro: | Ekeli Valen |

|              |           |              |
| Kitolano 57’ | Marcatori | 80’ Sortevik |

| Arbitro: | Koløy |

|                                                                  |           |                        |
| Lillebo 37’ (rig.), 76’ Tjærandsen-Skau 40’ Kleven Lorentsen 72’ | Marcatori | 17’ Antonsen 44’ Azemi |

| Arbitro: | Medic |

|                                                    |           |             |
| Ingebrigtsen 17’ Gundersen 87’ Antonsen 90’ (rig.) | Marcatori | 77’ Enkerud |

| Arbitro: | Sinnes |

|                                        |           |  |
| Krogstad 8’, 14’ (rig.) Haraldsson 48’ | Marcatori |  |

| Arbitro: | Bodding |

|              |           |  |
| Antonsen 88’ | Marcatori |  |

| Arbitro: | H. Røvig Sletner |

|                     |           |            |
| Haugsdal 81’ (rig.) | Marcatori | 90’ Ahamed |

| Arbitro: | Bodding |

|           |           |  |
| Azemi 56’ | Marcatori |  |

| Arbitro: | Huru Kellerhals |

|                     |           |                       |
| Belli Moldskred 25’ | Marcatori | 90’ Yttergård Jenssen |

| Arbitro: | Tennøy |

|                                         |           |  |
| Gundersen 15’ Espejord 34’ Antonsen 68’ | Marcatori |  |

| Arbitro: | Koløy |

|                  |           |                                                       |
| Lein Valberg 78’ | Marcatori | 21’ Antonsen 54’ (aut.) Jahr 58’ Kitolano 88’ Hafstad |

## Statistiche

### Statistiche di squadra
| Competizione | Punti | In casa | In casa | In casa | In casa | In casa | In casa | In trasferta | In trasferta | In trasferta | In trasferta | In trasferta | In trasferta | Totale | Totale | Totale | Totale | Totale | Totale | DR  |
| Competizione | Punti | G       | V       | N       | P       | Gf      | Gs      | G            | V            | N            | P            | Gf           | Gs           | G      | V      | N      | P      | Gf     | Gs     | DR  |
| ------------ | ----- | ------- | ------- | ------- | ------- | ------- | ------- | ------------ | ------------ | ------------ | ------------ | ------------ | ------------ | ------ | ------ | ------ | ------ | ------ | ------ | --- |
| 1. divisjon  | 63    | 15      | 12      | 2       | 1       | 33      | 13      | 15           | 7            | 4            | 4            | 27           | 16           | 30     | 19     | 6      | 5      | 60     | 29     | +31 |
| Totale       | -     | 15      | 12      | 2       | 1       | 33      | 13      | 15           | 7            | 4            | 4            | 27           | 16           | 30     | 19     | 6      | 5      | 60     | 29     | +31 |

### Andamento in campionato
| Giornata  | 1 | 2 | 3 | 4 | 5 | 6 | 7 | 8 | 9 | 10 | 11 | 12 | 13 | 14 | 15 | 16 | 17 | 18 | 19 | 20 | 21 | 22 | 23 | 24 | 25 | 26 | 27 | 28 | 29 | 30 |
| --------- | - | - | - | - | - | - | - | - | - | -- | -- | -- | -- | -- | -- | -- | -- | -- | -- | -- | -- | -- | -- | -- | -- | -- | -- | -- | -- | -- |
| Luogo     | C | T | C | T | C | C | T | C | T | T  | C  | T  | C  | T  | C  | T  | C  | T  | C  | T  | C  | T  | C  | T  | C  | T  | C  | T  | C  | T  |
| Risultato | V | V | V | V | V | V | V | V | P | P  | N  | V  | V  | N  | P  | V  | V  | V  | V  | N  | N  | P  | V  | P  | V  | N  | V  | N  | V  | V  |
| Posizione | 7 | 3 | 2 | 1 | 1 | 1 | 1 | 1 | 1 | 1  | 1  | 1  | 1  | 1  | 1  | 1  | 1  | 1  | 1  | 1  | 1  | 1  | 1  | 1  | 1  | 1  | 1  | 1  | 1  | 1  |

Fonte:  OBOS-ligaen 2020, su altomfotball.no, Altomfotball. URL consultato il 20 marzo 2023 (archiviato dall'url originale il 23 ottobre 2022).
Legenda:

Luogo: C = Casa; T = Trasferta. Risultato: V = Vittoria; N = Pareggio; P = Sconfitta.

### Statistiche dei giocatori
| Giocatore            | 1. divisjon | 1. divisjon | 1. divisjon | 1. divisjon | Coppa nazionale | Coppa nazionale | Coppa nazionale | Coppa nazionale | Coppe europee | Coppe europee | Coppe europee | Coppe europee | Altre coppe | Altre coppe | Altre coppe | Altre coppe | Totale   | Totale | Totale      | Totale     |
| Giocatore            | Presenze    | Reti        | Ammonizioni | Espulsioni  | Presenze        | Reti            | Ammonizioni     | Espulsioni      | Presenze      | Reti          | Ammonizioni   | Espulsioni    | Presenze    | Reti        | Ammonizioni | Espulsioni  | Presenze | Reti   | Ammonizioni | Espulsioni |
| -------------------- | ----------- | ----------- | ----------- | ----------- | --------------- | --------------- | --------------- | --------------- | ------------- | ------------- | ------------- | ------------- | ----------- | ----------- | ----------- | ----------- | -------- | ------ | ----------- | ---------- |
| M. Ahamed            | 16          | 1           | 0           | 0           |                 |                 |                 |                 |               |               |               |               |             |             |             |             | 16       | 1      | 0           | 0          |
| M. Andersen          | 24          | 2           | 0           | 0           |                 |                 |                 |                 |               |               |               |               |             |             |             |             | 24       | 2      | 0           | 0          |
| K. Antonsen          | 27          | 11          | 6           | 0           |                 |                 |                 |                 |               |               |               |               |             |             |             |             | 27       | 11     | 6           | 0          |
| A. Arnarson          | 9           | 1           | 1           | 0           |                 |                 |                 |                 |               |               |               |               |             |             |             |             | 9        | 1      | 1           | 0          |
| F. Azemi             | 24          | 7           | 0           | 0           |                 |                 |                 |                 |               |               |               |               |             |             |             |             | 24       | 7      | 0           | 0          |
| B. Berg Pedersen     | 0           | 0           | 0           | 0           |                 |                 |                 |                 |               |               |               |               |             |             |             |             | 0        | 0      | 0           | 0          |
| D. Berntsen          | 17          | 2           | 1           | 0           |                 |                 |                 |                 |               |               |               |               |             |             |             |             | 17       | 2      | 1           | 0          |
| R. Espejord          | 5           | 5           | 0           | 0           |                 |                 |                 |                 |               |               |               |               |             |             |             |             | 5        | 5      | 0           | 0          |
| S. Grønli            | 0           | 0           | 0           | 0           |                 |                 |                 |                 |               |               |               |               |             |             |             |             | 0        | 0      | 0           | 0          |
| J. Gundersen         | 28          | 2           | 7           | 0           |                 |                 |                 |                 |               |               |               |               |             |             |             |             | 28       | 2      | 7           | 0          |
| T. Hafstad           | 12          | 1           | 1           | 0           |                 |                 |                 |                 |               |               |               |               |             |             |             |             | 12       | 1      | 1           | 0          |
| I. Hansen-Aarøen     | 7           | 0           | 0           | 0           |                 |                 |                 |                 |               |               |               |               |             |             |             |             | 7        | 0      | 0           | 0          |
| M. Ingebrigtsen      | 23          | 7           | 1           | 0           |                 |                 |                 |                 |               |               |               |               |             |             |             |             | 23       | 7      | 1           | 0          |
| E. Jacobsen          | 1           | -4          | 0           | 0           |                 |                 |                 |                 |               |               |               |               |             |             |             |             | 1        | -4     | 0           | 0          |
| A. Jenssen           | 24          | 0           | 4           | 0           |                 |                 |                 |                 |               |               |               |               |             |             |             |             | 24       | 0      | 4           | 0          |
| R. Johansen          | 0           | 0           | 0           | 0           |                 |                 |                 |                 |               |               |               |               |             |             |             |             | 0        | 0      | 0           | 0          |
| L. Johnsen           | 4           | 0           | 0           | 0           |                 |                 |                 |                 |               |               |               |               |             |             |             |             | 4        | 0      | 0           | 0          |
| J. Karlstrøm         | 29          | -25         | 3           | 0           |                 |                 |                 |                 |               |               |               |               |             |             |             |             | 29       | -25    | 3           | 0          |
| E. Kitolano          | 28          | 11          | 4           | 0           |                 |                 |                 |                 |               |               |               |               |             |             |             |             | 28       | 11     | 4           | 0          |
| A. Mikkelsen         | 13          | 0           | 0           | 0           |                 |                 |                 |                 |               |               |               |               |             |             |             |             | 13       | 0      | 0           | 0          |
| L. Nilsen            | 13          | 0           | 0           | 0           |                 |                 |                 |                 |               |               |               |               |             |             |             |             | 13       | 0      | 0           | 0          |
| R. Norheim           | 3           | 0           | 0           | 0           |                 |                 |                 |                 |               |               |               |               |             |             |             |             | 3        | 0      | 0           | 0          |
| S. Opsahl            | 29          | 3           | 1           | 0           |                 |                 |                 |                 |               |               |               |               |             |             |             |             | 29       | 3      | 1           | 0          |
| J. Robertsen         | 3           | 0           | 0           | 0           |                 |                 |                 |                 |               |               |               |               |             |             |             |             | 3        | 0      | 0           | 0          |
| L. Sætra             | 27          | 2           | 6           | 0           |                 |                 |                 |                 |               |               |               |               |             |             |             |             | 27       | 2      | 6           | 0          |
| G. Severinsen        | 0           | 0           | 0           | 0           |                 |                 |                 |                 |               |               |               |               |             |             |             |             | 0        | 0      | 0           | 0          |
| E. Sivertsen         | 12          | 0           | 1           | 0           |                 |                 |                 |                 |               |               |               |               |             |             |             |             | 12       | 0      | 1           | 0          |
| S. Skogvang Pedersen | 14          | 0           | 0           | 0           |                 |                 |                 |                 |               |               |               |               |             |             |             |             | 14       | 0      | 0           | 0          |
| M. Trige             | 0           | 0           | 0           | 0           |                 |                 |                 |                 |               |               |               |               |             |             |             |             | 0        | 0      | 0           | 0          |
| I. Vik               | 0           | 0           | 0           | 0           |                 |                 |                 |                 |               |               |               |               |             |             |             |             | 0        | 0      | 0           | 0          |
| S. Wangberg          | 26          | 0           | 4           | 0           |                 |                 |                 |                 |               |               |               |               |             |             |             |             | 26       | 0      | 4           | 0          |
| R. Yttergård Jenssen | 15          | 1           | 1           | 0           |                 |                 |                 |                 |               |               |               |               |             |             |             |             | 15       | 1      | 1           | 0          |